# عباس اخوین
عباس اخوین چهره ماندگار، هنرمند و خوشنویس صاحب نام معاصر است. وی کتاب‌ها، تابلوها و آثار بسیاری را به زیبایی، دقت و ظرافت نگاشته‌است. عباس اخوین از سال ۱۳۵۹ با کسب درجهٔ استادی از انجمن خوشنویسان ایران تا به امروز در کسوت استادی به تعلیم و تعلم دوستداران خط نستعلیق پرداخته و از او کتاب‌ها و آثار متعددی به چاپ رسیده‌است. وی در نمایشگاه‌های مختلف گروهی و انفرادی در ایران و خارج از کشور شرکت داشته‌است.

## زندگی‌نامه
عباس اخوین در سال ۱۳۱۶ در مشهد چشم به جهان گشود، از همان ابتدا به هنر خوشنویسی علاقه فراوانی داشت و در دوران تحصیل با شور و اشتیاقی فراوان به تمرین و نوشتن خط می‌پرداخت؛ به گونه‌ای که این استعداد ذاتی وی را از دیگران متمایز کرد. در سال چهارم دبیرستان به همراه خانواده به تهران مهاجرت کرده و بعد از اتمام تحصیلات در دبیرستان، در رشتهٔ شیمی دانشگاه پذیرفته شد و به ادامه تحصیل پرداخت.
او با علاقه‌ای وافر و بدون داشتن استاد به نوشتن خط می‌پرداخت. بعد از اتمام تحصیلات، نزد علی آقاحسینی که خود از شاگردان عماد الکتاب بود، تعلیم خط نستعلیق گرفت. اخوین بعد از گذشت دو سال استفاده از محضر این استاد، خوشنویسی را به حد کمال فرا گرفته و به خطوط اساتیدی چون عماد الکتاب، کلهر و به ویژه میر عماد حسنی علاقه‌مند شد و به مشق نظری و قلمی از روی خطوط این استادان پرداخت. در سال ۱۳۵۹ استادانی همچون علی اکبر کاوه، حسن میرخانی، حسین میرخانی و ابراهیم بوذری گواهینامه استادی را با کسب بیشترین امتیاز به او اعطا کردند.

## فعالیت‌های هنری
اخوین در سال‌های ۱۳۳۸ و ۱۳۳۹ به عنوان خطاط در روزنامه کیهان فعالیت کرد و سپس در سال ۱۳۵۸ به عنوان استاد و عضو هیئت تخصصی گزینش مرحله استادی و نیز عضو شورای عالی انجمن خوشنویسان ایران مشغول فعالیت شد. او از معدود استادانیست که از سال ۱۳۳۷ تنها به هنر خوشنویسی به صورت کاملاً حرفه‌ای مشغول می‌باشد. او در حال حاضر عضو هیئت ارزشیابی هنری وزارت ارشاد است که درجات هنری ۵ تا ۱ را به خوشنویسان اعطا می‌کنند. لازم است ذکر شود که گواهی درجه ۲ معادل فوق لیسانس و درجه ۱ معادل دکتری محسوب می‌شود.
اخوین در سال ۱۳۷۱ مرکز کتابت و تعلیم ایران را تأسیس نمود و به همراه تعدادی از مدرسان انجمن خوش نویسان ایران که از شاگردان او هستند، مشغول تدریس خوش‌نویسی خطوط نستعلیق، شکسته و تذهیب می‌باشد. وی کتابت نستعلیق را به اوج خود رسانده‌است، خط نستعلیق او در نرم‌افزار خوش‌نویسی کلک، پیاده‌سازی شده‌است و به عنوان خط مرجع پارسی در کتاب‌های درسی مدارس به کار رفته‌است. اخوین در بین خوشنویسان معاصر، با سبکی بی بدیل و منحصر بفرد، مروج شیوهٔ قدما می‌باشد.
وی در طول فعالیت حرفه‌ای خود شاگردان بسیاری را آموزش داده که از نام آوران خط نستعلیق و استادان بنام در این وادی می‌باشند. وی در سال ۱۳۸۹ به عنوان چهرهٔ ماندگار در رشتهٔ خوشنویسی معرفی گردید.

## کتابشناسی
اخوین در مدت ۵۰ سال کار خوشنویسی، کتاب‌های زیادی را برای استفاده علاقه‌مندان به چاپ رسانده که غالب آن‌ها به دلیل تقاضای زیاد نایاب است. کتاب‌هایی که قبل از انقلاب اسلامی به چاپ رسیده‌است عبارتند از: گنجینه معرفت، پویه، رها، کتاب ارث، التفاصیل، عجایب الحکایات. کتاب‌هایی که بعد از انقلاب به چاپ رسیده‌است عبارتند از: سرمشق‌های نستعلیق در ۳ جلد، یک عمر نستعلیق و مرقع آن، مرقع بحر عشق، یادنامه نمایشگاه خط، گزیده سخنان خواجه عبدالله انصاری، رباعیات اوحدالدین کرمانی، پیام غدیر، دیوان حافظ همراه با نقاشی‌های محمود فرشچیان که بیش از ده نوبت به چاپ رسیده‌است. رباعیات خیام در دو نوبت، در نوبت اول ۹۵ چلیپا با مینیاتورهای جلالی سوسن آبادی و نیز در نوبت دوم ۱۲۵ چلیپا با تذهیب‌های جداگانه به چاپ رسیده که اثری بسیار نفیس می‌باشد، مرقع زلف دلبر، کتاب سر زلف خط به مناسبت چهارصدمین سال صدرنشینی میرعماد الحسنی در سال ۱۳۸۳ به ابتکار و هزینه مرکز کتابت و تعلیم ایران، کتابت دیوان حافظ برای بار دوم در سال ۱۳۸۶ و در نهایت دفتر اول مثنوی، از آثار ماندگار و ارزشمند به خط عباس اخوین می‌باشند.

## نمایشگاه‌های داخلی و خارجی
برگزاری نمایشگاه‌های متعدد در داخل و خارج از کشور از دیگر فعالیت‌های اوست.
نمایشگاه‌های داخلی:
- تهران: حسینیه ارشاد به اتفاق ۱۹ تن از شاگردان مدرس ایشان (۱۳۶۸)
- تهران: مرکز کتابت و تعلیم ایران به مناسبت افتتاح این مرکز (۱۳۷۲)
- کرمان: (۱۳۷۵)
- تهران: نگارخانه سیحون (۱۳۷۸)
- تهران: نگارخانه فرنویاد به اتفاق ۵ تن از شاگردان مدرس (۱۳۷۹)
- شیراز: (۱۳۸۰)
- تهران: تالار آبی مجتمع فرهنگی هنری کاخ نیاوران با ۱۶۳ تابلو (۱۳۸۰)
- تهران: نگارستان خط (۱۳۸۱)
- تهران: به مناسبت بزرگداشت چهارصدمین سال صدر نشینی میرعماد در کاخ سعد آباد، موزه میرعماد، موزه رضا عباسی، نگارخانه نیاکان با شرکت ۱۰۵ خوشنویس از سراسر کشور به کوشش مرکز کتابت و تعلیم ایران در سال (۱۳۸۳)
- مشهد: نگارخانه رضوان به دعوت آستان قدس رضوی (۱۳۸۵) این نگارخانه وابسته به مؤسسه آفرینش‌های هنری آستان قدس رضوی، در این نمایشگاه ۶۳ اثر از تابلوهای او از کتابت تا قلم شش دانگ به نمایش گذاشته شد.
- تهران: نمایشگاه قرآنی و تذهیب در نگارخانه شمس به همراه ۲۹ نفر خوشنویس و مذهب خانم (۱۳۸۵)
- کرمان و بم: (۱۳۸۵)
- اسلامشهر: نمایشگاه استاد اخوین به همراه مدرسان مرکز کتابت به مناسبت سال پیامبر اعظم (۱۳۸۵)
- اصفهان: شرکت در جشنواره بین‌المللی هنر نبوی به اتفاق مدرسان مرکز کتابت با ۳۰ تابلو (۱۳۸۵)
- تهران: برگزاری جشنواره عاشورا با مشارکت مرکز کتابت و تعلیم ایران با ۸۵ تابلو (۱۳۸۵)
- تهران: نمایشگاه طایر قدس در فرهنگسرای اقوام با ۴۳ تابلو از اخوین و مدرسان مرکز کتابت و تعلیم ایران (۱۳۸۶)

نمایشگاه‌های انفرادی خارج از کشور:
- سوریه: (۱۳۶۹)
- لبنان: (۱۳۶۹)
- کویت: (۱۳۷۷)
- دوبی: (۱۳۸۵)